# DS Penske
DS Penske, anteriormente Dragon Racing y Dragon / Penske Autosport, es una escudería de automovilismo que compite en Fórmula E. Inicialmente, fue parte del campeonato de IndyCar Series.
Fue fundada como Dragon Racing a finales de 2006 por Jay Penske, uno de los hijos de Roger Penske, famoso empresario automovilístico y dueño de Team Penske, y debutó en la temporada 2007 de IndyCar.

## Historia

### IndyCar Series (2007-2013)

#### Debut como Luczo Dragon Racing (2007-2009)
El equipo debutó como Luczo Dragon Racing en 2007. El equipo sólo tuvo una entrada en la temporada y con un solo coche para las 500 Millas de Indianápolis de 2007, con el piloto australiano Ryan Briscoe. Jay Penske y Stephen J. Luczo fueron sus copropietarios originales. El coche fue preparado por Penske Racing, siendo de propiedad del padre de Jay, Roger Penske. Además, Briscoe era piloto de Roger Penske del equipo de la ALMS, ya que más tarde sería su piloto en la IndyCar Series entre 2009 a 2013. La posición 7° de Briscoe en la parrilla y su 5° lugar, le dieron un buen debut en Indianápolis. El coche fue notable porque fue pintado en con unos colores retro, ya que poseía los esquemas de pintura similares a los que utilizó el coche de Rick Mears cuando ganó las 500 Millas de Indianápolis de 1988, una tendencia que hasta Penske Racing imitó en ciertas carreras posteriormente.
Luczo Dragon corrió un calendario a seis carreras en el 2008 incluyendo las 500 Millas de Indianápolis de 2009 con el sudafricano Tomas Scheckter, esta vez sin el apoyo o coches preparados por Penske Racing. Mientras que intentaban de esta manera clasificarse, el equipo no pudo terminar todas las carreras menos una, producto de dos accidentes consecutivos y problemas mecánicos en tres ocasiones. Scheckter terminaría 21º en la única carrera que pudo completar, el Indy Gran Premio de Detroit.
El equipo se expandió a con un segundo coche a tiempo completo en 2009, y en 2008 entró a la Indy Lights, con el campeón de la serie el brasileño Raphael Matos.

#### Dragon De Ferran Racing (2010-2011)
Para la temporada 2010, el equipo se añadió como socio el expiloto de IndyCar e CART, y expiloto de Penske Racing, el Franco-Brasileño Gil de Ferran, adicionando la participación de su equipo Ferran Motorsports de carreras de la ALMS para formar Luczo Dragon De Ferran Racing'. El equipo realizó una temporada completa cona Raphael Matos una vez más al volante, además de la inclusión del británico Davey Hamilton en Indy 500 de 2010, y relacionando la participación del grupo United Racing. Hamilton tenía previsto correr Texas también, pero su accidente en Indy impidió correrla. Su segunda carrera que tuvo con el equipo llegó en Chicagoland. Antes de la Indy 500 de 2010, el equipo cambió su nombre de a Dragon De Ferran Racing, ya que el nombre anterior "era muy extenso", según el co-propietario Steve Luczo.
Para la temporada de la IndyCar Series de 2011, Matos fue puesto en libertad y el veterano de la serie y excampeón Tony Kanaan firmó para conducir como piloto principal del equipo. Sin embargo, después de que el equipo no pudo encontrar patrocinio, de Ferran decidió liberar a Kanaan y el cierre del equipo supuso no poder competir en la temporada.

#### Dragon Racing (2011-2013)
Al no poder intentar competir en la temporada 2011, en febrero de 2011, Jay Penske revivió el equipo. Un mes más tarde, fue rebautizado como equipo Dragon Racing, pero ya sin la participación del ex-propietario Gil de Ferran, y en abril de 2011 anunció conjuntamente que Paul Tracy firmó un contrato por cinco carreras para el equipo. Además, el equipo logró incluir un segundo coche para la Indy 500 de 2011. con el estadounidense ex-F1 Scott Speed y el chino Ho-Pin Tung. Tung estrelló su coche durante la clasificaciones y sufrió una conmoción cerebral. Segunda entrada del equipo también se estrelló en prácticas en la última jornada de la clasificaciones con el canadiense Patrick Carpentier al volante, que salió de su coche temblando debido a su fuerte golpe a alta velocidad. Tung al final logró su debut en la IndyCar para el equipo en Sonoma. El coche fue patrocinado como una entrada asociándose con Sam Schmidt Motorsports.
En enero de 2012, Dragon Racing ahora tenía sus operaciones en Indianápolis y Los Ángeles. De nuevo logró colocar dos entradas para la temporada 2012 en la IndyCar Series, el primero sería conducido por la piloto británica Katherine Legge, y el otro siendo conducido por el cuatro veces campeón de la Championship Auto Racing Teams y expiloto de Fórmula 1 con Toro Rosso, el francés Sébastien Bourdais, pero el 1 de junio de 2012, se supo que Bourdais conduciría sólo en los circuitos (producto de que Bourdais corría ese año las 24 Horas de Le Mans) y Legge en los óvalos. Bourdais terminaría 25 º en la general y 4° lugar en su mejor carrera. Legge terminó 26° y 9° posición en su mejor carrera.
El 12 de febrero de 2013, anunció a Sebastián Saavedra como piloto del equipo para la temporada 2013 en el coche #6 mientras Bourdais una vez más conduciría para el equipo usando el coche #7. Bourdais fue 12° en la general y obteniendo tres podios, incluyendo dos en la doble carrera de Toronto. Saavedra terminó 21º en la general, siendo el último lugar entre los pilotos que lograron hacer una temporada a tiempo completo, siendo su mejor posición en carrera un 8° puesto.

### Fórmula E (2014-)

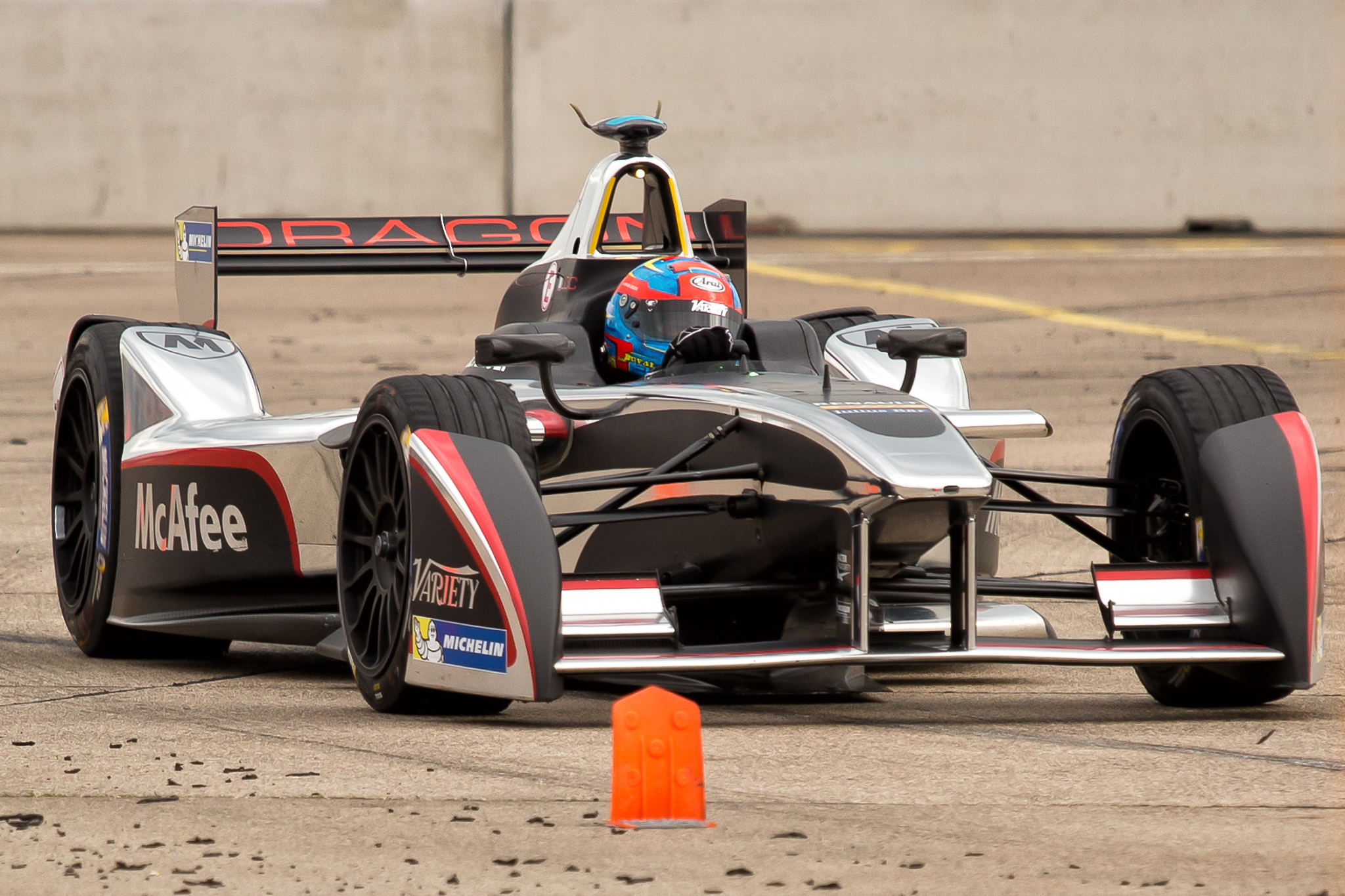
Loïc Duval durante la carrera de Berlín de la temporada inaugural 2014-2015.

En 2013 se anunció oficialmente su participación en la temporada inaugural 2014-15 del nuevo campeonato mundial de Fórmula E organizado por la Federación Internacional del Automóvil (FIA).
En la primera temporada, su piloto Jérôme d'Ambrosio finalizó cuarto en el campeonato, ganando en Berlín, llegó segundo en las dos carreras de Londres, y arribó entre los primeros seis en ocho de once carreras. Mientras que Oriol Servià compitió con Dragon en las primeras cuatro carreras, antes de convertirse en director técnico y comercial del equipo en marzo de 2015; fue reemplazado por Loïc Duval, que logró dos podios, resultando noveno en el campeonato. Por otro lado, Dragon resultó subcampeón en el campeonato de constructores, por detrás de E.dams Renault.

## Resultados

### Fórmula E
(Clave) (negrita indica pole position) (cursiva indica vuelta rápida)

| Temp.                        | Chasis                    | Neu.          | N.º           | Pilotos             | 1             | 2             | 3             | 4             | 5             | 6             | 7             | 8             | 9             | 10            | 11            | 12            | 13            | 14            | 15            | 16            | Puntos        | Pos.          |               |
| Dragon Racing                | Dragon Racing             | Dragon Racing | Dragon Racing | Dragon Racing       | Dragon Racing | Dragon Racing | Dragon Racing | Dragon Racing | Dragon Racing | Dragon Racing | Dragon Racing | Dragon Racing | Dragon Racing | Dragon Racing | Dragon Racing | Dragon Racing | Dragon Racing | Dragon Racing | Dragon Racing | Dragon Racing | Dragon Racing | Dragon Racing | Dragon Racing |
| ---------------------------- | ------------------------- | ------------- | ------------- | ------------------- | ------------- | ------------- | ------------- | ------------- | ------------- | ------------- | ------------- | ------------- | ------------- | ------------- | ------------- | ------------- | ------------- | ------------- | ------------- | ------------- | ------------- | ------------- | ------------- |
| 2014-15                      | Spark-Renault SRT 01E     | M             |               |                     | BEI           | PUT           | PDE           | BUE           | MIA           | LBH           | MCA           | BER           | MSC           | LON           | LON           |               |               |               |               |               | 171           | 2.º           |               |
| 2014-15                      | Spark-Renault SRT 01E     | M             | 6             | Oriol Servià        | 7             | 7             | 9             | 9             |               |               |               |               |               |               |               |               |               |               |               |               | 171           | 2.º           |               |
| 2014-15                      | Spark-Renault SRT 01E     | M             | 6             | Loïc Duval          |               |               |               |               | 7             | 9             | Ret           | 3             | 15            | 8             | 3             |               |               |               |               |               | 171           | 2.º           |               |
| 2014-15                      | Spark-Renault SRT 01E     | M             | 7             | Jérôme d'Ambrosio   | 6             | 5             | 8             | 14            | 4             | 6             | 5             | 1             | 11            | 2             | 2             |               |               |               |               |               | 171           | 2.º           |               |
| 2015-16                      | Spark-Venturi VM200-FE-01 | M             |               |                     | BEI           | PUT           | PDE           | BUE           | MEX           | LBH           | PAR           | BER           | LON           | LON           |               |               |               |               |               |               | 143           | 4.º           |               |
| 2015-16                      | Spark-Venturi VM200-FE-01 | M             | 6             | Loïc Duval          | 4             | 16†           | 4             | 6             | 4             | 8             | Ret           | Ret           | Ret           | 4             |               |               |               |               |               |               | 143           | 4.º           |               |
| 2015-16                      | Spark-Venturi VM200-FE-01 | M             | 7             | Jérôme d'Ambrosio   | 5             | 14†           | 3             | 16            | 1             | 7             | 11            | 16            | 9             | 3             |               |               |               |               |               |               | 143           | 4.º           |               |
| Faraday Future Dragon Racing |                           |               |               |                     |               |               |               |               |               |               |               |               |               |               |               |               |               |               |               |               |               |               |               |
| 2016-17                      | Spark-Penske 701-EV       | M             |               |                     | HNK           | MAR           | BUE           | MEX           | MON           | PAR           | BER           | BER           | NYC           | NYC           | MTL           | MTL           |               |               |               |               | 33            | 8.º           |               |
| 2016-17                      | Spark-Penske 701-EV       | M             | 6             | Loïc Duval          | 14            | 18            | 6             | Ret           | Ret           |               | 15            | Ret           | 5             | 13            | Ret           | 19            |               |               |               |               | 33            | 8.º           |               |
| 2016-17                      | Spark-Penske 701-EV       | M             | 6             | Mike Conway         |               |               |               |               |               | 14            |               |               |               |               |               |               |               |               |               |               | 33            | 8.º           |               |
| 2016-17                      | Spark-Penske 701-EV       | M             | 7             | Jérôme d'Ambrosio   | 7             | 13            | 8             | 14            | Ret           | NC            | 13            | 13            | Ret           | 10            | 11            | 9             |               |               |               |               | 33            | 8.º           |               |
| Dragon Racing                |                           |               |               |                     |               |               |               |               |               |               |               |               |               |               |               |               |               |               |               |               |               |               |               |
| 2017-18                      | Spark-Penske EV-2         | M             |               |                     | HKG           | HKG           | MAR           | SAN           | MEX           | PDE           | ROM           | PAR           | BER           | ZUR           | NYC           | NYC           |               |               |               |               | 41            | 9.º           |               |
| 2017-18                      | Spark-Penske EV-2         | M             | 6             | Neel Jani           | 18            | 18            |               |               |               |               |               |               |               |               |               |               |               |               |               |               | 41            | 9.º           |               |
| 2017-18                      | Spark-Penske EV-2         | M             | 6             | José María López    |               |               | 6             | Ret           | 12            | 8             | 17†           | 10            | 18            | 12            | Ret           | Ret           |               |               |               |               | 41            | 9.º           |               |
| 2017-18                      | Spark-Penske EV-2         | M             | 7             | Jérôme d'Ambrosio   | NC            | 15            | 15            | 8             | 11            | 9             | 7             | 12            | 19            | 3             | 13            | Ret           |               |               |               |               | 41            | 9.º           |               |
| GEOX Dragon                  |                           |               |               |                     |               |               |               |               |               |               |               |               |               |               |               |               |               |               |               |               |               |               |               |
| 2018-19                      | Spark-Venturi VFE05       | M             |               |                     | ALD           | MAR           | SAN           | MEX           | HKG           | SNY           | ROM           | PAR           | MON           | BER           | BRN           | NYC           | NYC           |               |               |               | 23            | 10.º          |               |
| 2018-19                      | Spark-Venturi VFE05       | M             | 6             | Maximilian Günther  | 15            | 12            | Ret           |               |               |               | 19†           | 5             | Ret           | 14            | 5             | Ret           | 19            |               |               |               | 23            | 10.º          |               |
| 2018-19                      | Spark-Venturi VFE05       | M             | 6             | Felipe Nasr         |               |               |               | 19            | Ret           | Ret           |               |               |               |               |               |               |               |               |               |               | 23            | 10.º          |               |
| 2018-19                      | Spark-Venturi VFE05       | M             | 7             | José María López    | Ret           | 11            | 9             | 17            | 11            | Ret           | 16            | 13            | 10            | 20            | DSQ           | 12            | Ret           |               |               |               | 23            | 10.º          |               |
| 2019-20                      | Spark-Penske EV-5         | M             |               |                     | DIR           | DIR           | SAN           | MEX           | MAR           | BER I         | BER I         | BER II        | BER II        | BER III       | BER III       |               |               |               |               |               | 2             | 11.º          |               |
| 2019-20                      | Spark-Penske EV-5         | M             | 6             | Brendon Hartley     | 19            | 9             | Ret           | 12            | 19            |               |               |               |               |               |               |               |               |               |               |               | 2             | 11.º          |               |
| 2019-20                      | Spark-Penske EV-5         | M             | 6             | Sérgio Sette Câmara |               |               |               |               |               | DSQ*          | 17            | Ret           | 21            | 15            | 19            |               |               |               |               |               | 2             | 11.º          |               |
| 2019-20                      | Spark-Penske EV-5         | M             | 7             | Nico Müller         | DNS           | Ret           | 12            | Ret           | 20            | NC            | 14            | 12            | 20            | 17            | 22            |               |               |               |               |               | 2             | 11.º          |               |
| Dragon/Penske Autosport      |                           |               |               |                     |               |               |               |               |               |               |               |               |               |               |               |               |               |               |               |               |               |               |               |
| 2020-21                      | Spark-Penske EV-5         | M             |               |                     | DIR           | DIR           | ROM           | ROM           | VAL           | VAL           | MON           | PUE           | PUE           | NYC           | NYC           | LON           | LON           | BER           | BER           |               | 47            | 11.º          |               |
| 2020-21                      | Spark-Penske EV-5         | M             | 6             | Nico Müller         | 21            | 5             | 13            | 9             | 2             | 20            | 18            |               |               |               |               |               |               |               |               |               | 47            | 11.º          |               |
| 2020-21                      | Spark-Penske EV-5         | M             | 6             | Joel Eriksson       |               |               |               |               |               |               |               | 17            | 15            | 17            | 22            | 16            | 10            | 16            | 16            |               | 47            | 11.º          |               |
| 2020-21                      | Spark-Penske EV-5         | M             | 7             | Sérgio Sette Câmara | 20            | 4*            | 16*           | 12*           | Ret           | 21            | 15            | 15            | 16            | 18            | 11            | 17            | 8             | 18            | 18            |               | 47            | 11.º          |               |
| 2021-22                      | Spark-Penske EV-5         | M             |               |                     | DIR           | DIR           | MEX           | ROM           | ROM           | MON           | BER           | BER           | YAK           | MAR           | NYC           | NYC           | LON           | LON           | SEÚ           | SEÚ           | 2             | 11.º          |               |
| 2021-22                      | Spark-Penske EV-5         | M             | 7             | Sérgio Sette Câmara | 15            | 17            | 20            | 15            | 12            | 13            | 17            | 19            | 19            | 20            | DNS           | 17            | Ret           | 9             | 12            | 13            | 2             | 11.º          |               |
| 2021-22                      | Spark-Penske EV-5         | M             | 99            | Antonio Giovinazzi  | 20            | 20            | Ret           | 19            | Ret           | 16            | 20            | 22            | Ret           | 19            | Ret           | Ret           | Ret           | Ret           | Ret           | WD            | 2             | 11.º          |               |
| 2021-22                      | Spark-Penske EV-5         | M             | 99            | Sacha Fenestraz     |               |               |               |               |               |               |               |               |               |               |               |               |               |               |               | 16            | 2             | 11.º          |               |
| DS Penske                    |                           |               |               |                     |               |               |               |               |               |               |               |               |               |               |               |               |               |               |               |               |               |               |               |
| 2022-23                      | Fórmula E-DS E-Tense FE23 | H             |               |                     | MEX           | DIR           | DIR           | HYD           | CAB           | SÃO           | BER           | BER           | MON           | YAK           | YAK           | PRT           | ROM           | ROM           | LON           | LON           | 163           | 5.º           |               |
| 2022-23                      | Fórmula E-DS E-Tense FE23 | H             | 1             | Stoffel Vandoorne   | 10            | 11            | 20            | 8             | 7             | 6             | Ret           | 8             | 9             | 4             | 9             | 12            | 11            | 8             | 11            | 5             | 163           | 5.º           |               |
| 2022-23                      | Fórmula E-DS E-Tense FE23 | H             | 25            | Jean-Éric Vergne    | 12            | 7             | 16            | 1             | 2             | 5             | 7             | 3             | 7             | 5             | 16            | 12            | 5             | 15            | Ret           | 22            | 163           | 5.º           |               |

## Pilotos notables

### IndyCar Series
- Sébastien Bourdais (2012–2013)
- Ryan Briscoe (2007)
- Patrick Carpentier (2011)
- Davey Hamilton (2010)
- Katherine Legge (2012)
- Raphael Matos (2009–2010)
- Tomas Scheckter (2008)
- Scott Speed1 (2011)
- Paul Tracy (2011)
- Ho-Pin Tung (2011)